# 八王子市立第九小学校
八王子市立第九小学校（はちおうじしりつ だいきゅうしょうがっこう）は、東京都八王子市中野上町にある市立小学校。

## 概要
八王子市中野上町二丁目にあり、創立140年以上の歴史ある小学校。地域やボランティア等との連携による様々な教育活動を行っている。シンボルとして古いしだれ桜と大きなケヤキが構内にあったが2015年にケヤキは伐採。

## 沿革
- 1874年（明治7年） - 第62番中野学舎として喜福寺境内に創立。
- 1878年（明治11年） - 原中野へ移転。
- 1880年（明治13年） - 八王子多賀学校へ合併。
- 1883年（明治16年） - 再度喜福寺へ多賀分校を設置。
- 1885年（明治18年） - 喜福寺大火により子安神社（中野山王）隣接地へ移転。西中野小学校と称した。
- 1901年（明治34年） - 現在地に校舎を新築し移転。
- 1907年（明治40年）4月 - 小宮尋常高等小学校分教場となる。
- 1912年（明治45年） - 小宮尋常小学校と改称。
- 1925年（大正14年）2月 - 小宮第二尋常高等小学校と改称。
- 1941年（昭和16年）4月 - 国民学校令により、小宮第二国民学校と改称。併せて女子青年学校夜間部を設置。10月に小宮町が八王子市に編入され、八王子第九国民学校と改称した。
- 1947年（昭和22年）4月 - 八王子市立第九小学校と改称。
- 1950年（昭和25年） - 校舎を増築。
- 1954年（昭和29年） - 校歌制定。
- 1963年（昭和38年） - 新校庭拡張。
- 1973年（昭和48年） - 創立100周年記念式典。
- 2013年 (平成25年)  - 創立140周年記念式典。

## 学校教育目標
- よく考え自ら学ぶ子
- 思いやりがあり助け合う子
- 明るく健康な子

## 交通
- JR八王子駅北口から、バス乗車約20分。「中野上町郵便局」バス停下車徒歩5分